# NGC 3754
NGC 3754 est une galaxie spirale barrée située dans la constellation du Lion. NGC 3754 a été découverte par l'astronome britannique Ralph Copeland en 1874.

## Caractéristiques
La classe de luminosité de NGC 3754 est II. Selon la base de données Simbad, NGC 3754 est une galaxie LINER, c'est-à-dire une galaxie dont le noyau présente un spectre d'émission caractérisé par de larges raies d'atomes faiblement ionisés.

### Distance
Sa vitesse par rapport au fond diffus cosmologique est de 9 302 ± 23 km/s, ce qui correspond à une distance de Hubble de 137,2 ± 9,6 Mpc (∼447 millions d'al).

### Classification
La barre de NGC 3754 est assez visible sur l'image obtenue des données du relevé SDSS.

## Septette de Copeland
NGC 3754 fait partie du septette de Copeland, sept galaxies découvertes par Copeland en 1874. Les six autres membres de ce groupe de galaxies sont NGC 3745, NGC 3746, NGC 3748, NGC 3750, NGC 3751 et NGC 3753.

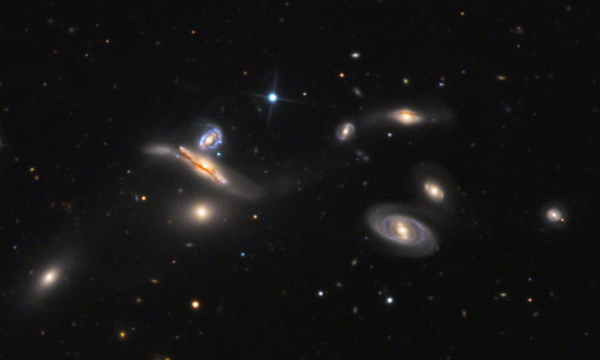
Les galaxies du septette de Copeland par Adam Block (Observatoire du mont Lemmon/Université de l'Arizona).
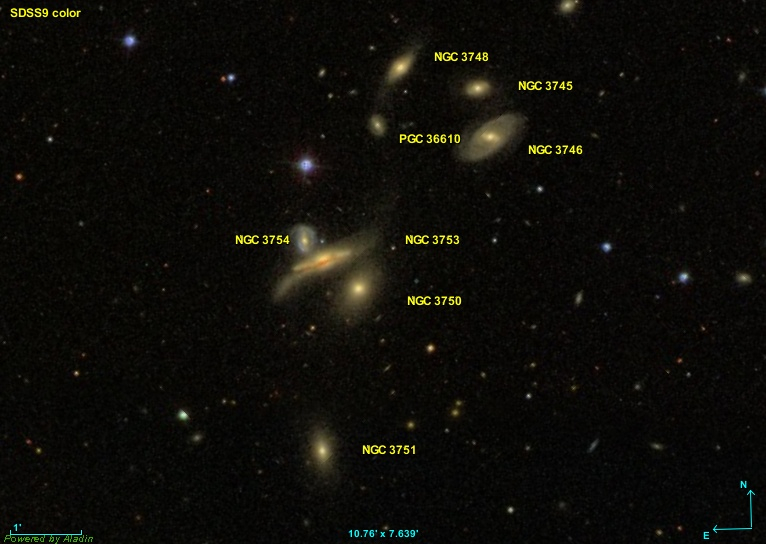
Les galaxies du groupe Arp 320. PGC 36010 s'ajoute au 7 galaxies du septette de Copeland.

Halton Arp a aussi remarqué les sept galaxies de ce groupe dans un article publié en 1966. Le groupe est désigné comme Arp 320 et Arp leur a toutefois ajouté la galaxie PGC 36010.
Ce groupe a aussi fait l'objet d'une observation par Paul Hickson et il l'a inclus dans un article publié en 1982. Il est donc aussi connu sous le nom de groupe compact de Hickson 57. NGC 3754 y est désigné comme HCG 57D.